# Вступ Сполученого Королівства до Європейських Співтовариств
Вступ Сполученого Королівства до Європейських Співтовариств (ЄС) — загальний термін приєднання до Європейського співтовариства з вугілля та сталі (ЄСВС), Європейського економічного співтовариства (ЄЕС) та Європейського співтовариства з атомної енергії (Євратом) — набуло чинности 1 січня 1973 рік. Це відбулося після ратифікації Договору про приєднання, який був підписаний у Брюсселі 22 січня 1972 року консервативним прем'єр-міністром Едвардом Гітом, який від кінця 1950-х років підтримував заявку Сполученого Королівства на членство в ЄЕС. Королівство Данія та Республіка Ірландія також приєдналися до цього ж розширення, але Норвегія, яка підписала договір, але відмовилася його ратифікувати, тому до нього було внесено поправки, щоб виключити цю країну. На початку 1990-х і в середині 2000-х ЄОВС і ЄЕС пізніше будуть інтегровані в Європейський Союз згідно з Маастрихтським і Лісабонським договорами.
Сполучене Королівство було першою державою, яка заснувала представництво в ЄОВС у 1952 році, і першою країною, яка підписала Угоду про асоціацію зі Співтовариством у 1954 році.
Велика Британія вперше подала заявку на приєднання в 1961 році, але на це було накладено вето президентом Франції Шарлем де Голлем. На другу заявку, у 1967 році, Франція знову наклала вето. Після того як де Голль відмовився від президентства Франції в 1969 році, Велика Британія подала третю успішну заявку на членство.
Питання суверенітету обговорювалося в той час в офіційному документі Міністерства закордонних справ і у справах Співдружності. Серед «сфер політики, у яких парламентська свобода законодавчої діяльності постраждає від вступу до Європейських Співтовариств», у ньому зазначено: митні збори, сільське господарство, вільний рух робочої сили, послуги та капітал, транспорт і соціальне забезпечення для трудових мігрантів. У документі зроблено висновок (параграф 26), що було доцільно поставити міркування впливу та влади вище тих, що стосуються формального суверенітету. До переговорної групи Великої Британії в 1970–72 роках входили Кон О'Ніл і Девід Ганне.
Договір про приєднання був підписаний у січні 1972 року прем'єр-міністром Едвардом Гітом, лідером Консервативної партії. Парламентський закон про Європейські Співтовариства 1972 року був прийнятий 17 жовтня, а ратифікаційний документ Сполученого Королівства було передано на зберігання наступного дня (18 жовтня), що дозволило членству Сполученого Королівства в ЄС набрати чинності 1 січня 1973 року.

## Передумови
Коли після Другої світової війни були висунуті пропозиції щодо Європейського митного союзу, у Сполученому Королівстві була широка політична опозиція: Федерація британських промисловців та урядові міністерства економіки виступили проти участі Сполученого Королівства, оскільки встановлення спільного зовнішнього тарифу означало б кінець Імперська преференційна система торгівлі в межах Британської імперії та Співдружності націй наражала б британський бізнес на посилення конкуренції з боку континенту, зокрема з боку Німеччини. Тим часом Лейбористська партія вважала, що це призведе до підвищення вартості життя для британського робітничого класу, змусивши їх споживати дорожчу сільськогосподарську продукцію з континентальної Європи замість дешевшої їжі з імперських домініонів, і те, що вони вважали домінуванням антисоціалістичної християнської демократії загрожуватиме новоствореній державі загального добробуту, запровадженій міністерством Еттлі. У результаті початкове ставлення Великої Британії до кроків у напрямку європейської економічної інтеграції було досить відстороненим: вона була лише спостерігачем на переговорах щодо створення ЄОВС, кульмінацією яких став Паризький договір 1951 року, і так само направила державного службовця середнього рангу з Рада торгівлі як спостерігач на Мессінській конференції на рівні міністрів, яка призвела до укладення Римського договору.
Невдовзі після створення ЄОВС у 1952 році Сполучене Королівство стало першою країною, яка заснувала представництво в Люксембурзі, де на той час знаходився Вищий орган влади (сучасна Європейська комісія). 24 грудня 1953 року Верховна влада запросила британський уряд розпочати переговори щодо створення асоціації. 29 квітня 1954 року британський уряд запросив Вищу владу до Лондона, щоб розпочати обговорення запропонованої асоціації, а 21 грудня 1954 року в Лондоні було підписано Угоду про асоціацію, яка набула чинності 23 вересня 1955 року. Це був перший приклад Угоди про асоціацію з ЄС.
Угода про асоціацію заснувала Постійну раду асоціації, яка мала надавати «засіб для безперервного обміну інформацією та консультацій щодо питань, що становлять спільний інтерес щодо вугілля та сталі» (стаття 6). Перша зустріч відбулася 17 листопада 1955 року в Люксембурзі. На другій зустрічі 22 березня 1956 року в Лондоні Верховна влада та британський уряд погодилися розпочати переговори щодо тарифів. Того року британський уряд також зробив контрпропозицію до переговорів за Римським договором, виступаючи за створення більшої, але менш інтегрованої зони вільної торгівлі, яка охоплюватиме всіх членів Організації європейського економічного співробітництва (нині ОЕСР): це створив би європейський торговельний блок, але не запровадив би спільний зовнішній тариф, що дозволило б Великій Британії підтримувати політику імперських преференцій. Однак ця спроба не увінчалася успіхом. Згодом політична думка у Великій Британії змінилася в бік більшої взаємодії з Європейськими Співтовариствами.

## Перепони

### Питання порушення суверенітету
Питання суверенітету є важливим питанням для Сполученого Королівства. Замітка, опублікована в липні 1971 року Міністерства закордонних справ і у справах Співдружності відповідає на ці запитання, кажучи, що членство не впливає ні на монархію, ні на конституційне становище Корони в парламенті. Спільнота, згідно з Міністерством закордонних справ, Сполучене Королівство є «суверенною державною спільнотою».
У цьому сенсі нота підтверджує той факт, що FCO залишатиметься незалежною суверенною державою, як і інші члени Співтовариств, незважаючи на те, що вона повинна буде дотримуватися певних міжнародних зобов'язань, що випливають з укладення європейських договорів. Тоді FCO визнає обмеженість можливостей Британії щодо торгівлі та економіки, однак підкреслює, що оборона не є однією з компетенцій Співтовариств.
Щодо договорів, які будуть укладені, FCO підкреслює три елементи:
- договори про ЄЕС і Євратом мають невизначений термін дії, тоді як договір про ЄОВС укладається на 50 років.
- метод Співтовариства базується на згоді держав-членів і національних урядів.
- метод Співтовариства жодним чином не передбачає зміни законодавчих процедур держав-членів або конституційної структури держав-членів. Єдине зобов'язання, покладене на установи, буде подібним до тих, що випливають з інших договорів, тобто неможливо приймати закони щодо питань, що суперечать зобов'язанням договору.

Нарешті, у записці FCO зазначено, що держави-члени не можуть змусити державу прийняти закони, які суперечать її національним інтересам.

### Зовнішня політика Сполученого Королівства

#### Відносини з Співдружністю Націй
Питання стосунків з Співдружністю Націй стосується переважно питання сільського господарства. Сполучене Королівство прагне зберегти сільськогосподарські інтереси окремих країн. Перед палатою громад на 2 травня 1967 року, Гарольд Вілсон згадує, зокрема, специфічні проблеми Нової Зеландії та країн Співдружності, які виробляють цукор (зокрема, через угоду Співдружності щодо цукру).

### Сільське господарство
У своєму виступі в палаті громад 2 травня 1967 року, Гарольд Вілсон чітко висвітлює питання сільського господарства. Дійсно, Сполучене Королівство тоді побоювалося потенційного впливу спільної сільськогосподарської політики (CAP) на вартість життя, структуру та добробут британського сільського господарства. Інші елементи, пов'язані з PAC, також піднімаються, включаючи бюджет, платіжний баланс, фінансування та вплив на Співдружність.
Для того, щоб дозволити британському сільському господарству адаптуватися до CAP, Сполучене Королівство, усвідомлюючи необхідність повної участі в цій політиці, планує вимагати перехідного періоду для внесення необхідних коригувань. Дійсно, без цього перехідного періоду фінансовий внесок Сполученого Королівства на цю дату створив би додатковий тягар для платіжного балансу.

## Опозиція проти Договору про приєднання 1972 року
Договір про приєднання 1972 року, який привів Сполучене Королівство до Європейських Співтовариств, уже зустрів опозицію в парламенті Сполученого Королівства, зокрема з боку лейбориста Пітера Шора, який на той час був тіньовим лідером Палати громад. Він сказав:
«Це договір, який несе в собі найбільш грізні та далекосяжні зобов'язання. Це угода — перша в нашій історії — яка позбавляє британський парламент і народ демократичних прав, якими вони користувалися протягом багатьох століть. Я не можу пригадати жодної угоди, згадаю лише одну характеристику Римської угоди, згідно з якою британський парламент погоджується, що повноваження оподатковувати британський народ мають бути передані іншій групі, або країнам, або людям за межами цієї країни, і що вони повинні мати вічне право стягувати з нас податки та вирішувати, як витрачати доходи від цих податків».
Також було зазначено, що якщо Сполучене Королівство відмовиться приєднатися до Європейських Співтовариств, Королівство Данія, Ірландія та Норвегія також не приєднаються.

## Думки щодо британського членства

### Європейські Співтовариства

#### Опозиція з боку Франції
У країнах-членах президент Франції Шарль де Голль був одним із головних противників членства Сполученого Королівства. Французькі побоювання ґрунтувалися на кількох елементах, які могли б змінити цілі та напрямок діяльності ЄЕС:
1. Її міжнародне становище. Перший страх французів полягав у тому, що збільшення розміру Співтовариства змусило б Сполучені Штати відреагувати. Згідно з позицією французького уряду на той час, вони мали розпочати торгові переговори, спрямовані на створення трансатлантичної зони вільної торгівлі. Основним побоюванням, яке виникає внаслідок такої зони вільної торгівлі, було б розпад політичних цілей Співтовариств і зв'язків солідарності між державами-членами, що сповільнило б інтеграцію. Інший страх полягав у тому, що Радянський Союз може відчути загрозу.[22]
2. Його внутрішню роботу. Страх ґрунтувався на надто великій розбіжності національних інтересів і традицій, що зменшило б можливість досягнення консенсусу. Подібним чином уряд висловив сумнів щодо спроможності інституцій громади керувати приєднанням нових членів.[22]
3. Її здатність розробляти нову політику: через питання про прийняття спільної сільськогосподарської політики у Сполученому Королівстві (див. сільське господарство) і через слабкість фунта стерлінгів після Другої світової війни, що призвело б до кризи платіжного балансу.[23]

#### Товариська п'ятірка
Н. Пірс Ладлоу називає інших п'ятьох членів Спільнот «дружньою п'ятіркою» (тобто « п'ять дружніх»). Проте Німеччина, Бельгія та Італія визнали доречність деяких міркувань Франції. Міністр закордонних справ Нідерландів Джозеф Лунс також був стурбований проблемами фунта стерлінгів, однак нагадав про аналогічні проблеми, які відчувала Франція під час створення Співтовариств.
За словами Ладлоу, претензії Франції були відхилені іншими п'ятьма державами ЄС:
1. Джозеф Лунс зазначив, що Сполучені Штати, ймовірно, не будуть зацікавлені в угоді про вільну торгівлю відразу через укладення ГАТТ.
2. П'єр Армель, міністр закордонних справ Бельгії, заявив, що внутрішнє функціонування Співтовариства не може бути заблоковано, як це відбувається в Організації європейського економічного співробітництва, оскільки ці дві організації не порівнювані: останньому справді бракує політичних цілей, сильних інституцій і процесів, порівнянних з тими, що існують у громадах.
3. Знову ж таки, у П'єра Армеля не було сумнівів щодо бажання Сполученого Королівства приєднатися .
4. Амінторе Фанфані, міністр закордонних справ Італії, зауважив, що позиція Франції не проаналізувала позитивні аспекти, як політичні, так і економічні, які дасть членство.

У рамках Дружньої п'ятірки Європейський рух Нідерландів публікує звернення до Франції 30 вересня 1967 року. Це Звернення просить Францію залишити двері відкритими для переговорів, щоб отримати позитивний результат. Вважаючи приєднання нових держав необхідним для того, щоб захистити себе від міжнародних ризиків, Рух також вказує на важливість приєднання держави, чий прогрес у науково-технічних дослідженнях виходить за межі тогочасних держав-членів. Потім вони розглядають питання, порушені урядами Дружньої п'ятірки, а саме той факт, що участь Франції також була проблематичною з самого початку, питання стійкості та довіри держав-членів до інститутів, відкриття ринку Європейський ринок для британських компаній, а й відкриття британського ринку для європейців тощо.

### Сполучене Королівство

#### Політичні партії, профспілки та групи тиску
Позиція політичних партій щодо членства Великої Британії значно змінилася до 1970 року. Дійсно, 45 % членів Консервативної партії підозрювали або виступали проти приєднання та 7 % лібералів теж було. Лише Лейбористська партія все ще виступала проти членства 61 особи %. Тому ці партії виступили проти ставок і умов членства, а не цього самого по собі. На загальних виборах 1970 року обидві основні партії — Консервативна і Лейбористська — підтримали принцип членства в Європейському Економічному Співтоваристві.
Конгрес профспілок (TUC) спочатку був проти приєднання. Таким чином, Віктор Фезерс, тодішній генеральний секретар TUC, заявив, що це не є рішучою опозицією, оскільки його Конгрес хоче знати остаточні умови членства перед прийняттям чіткого рішення. Проте в жовтні 1970 року законопроєкт уряду Гіта про промислові відносини викликав опозицію. Таким чином, у звіті Британія та ЄЕС44 виступали проти членства, вважаючи його небезпечним для британських робітників. Це змусило Лейбористську партію прийняти звіт "Сполучене Королівство та Європейське Співтовариство (Сполучене Королівство та Європейське Співтовариство) жовтня 1970 року. Партія прийняла гасло «Заборонено вхід на умовах Торі» («Немає членства на консервативних умовах»).
У той же час Європейський рух Сполученого Королівства проводив кампанію за членство.

#### Населення
Ця змішана підтримка на політичному рівні була ще більш помітною, оскільки була більш виражена опозиція з боку населення. Дійсно, згідно з опитуванням Ґеллапа 1970 року, майже 55 % населення Сполученого Королівства були проти членства, тоді як 24 % підтримали це. У липні 1971 року громадська думка стала менш стійкою завдяки відновленій підтримці консерваторів.

## У масовій культурі
У дев'ятому сезоні британського науково-фантастичного телесеріалу «Доктор Хто» «Прокляття Пеладона» та його чотирисерійну сюжетну лінію можна розглядати як політичну алегорію про те, чи повинна Британія приєднатися до ЄЕС у той час, з інопланетними делегатами Галактики. Федерація, що представляє ЄЕС, король планети Пеладон, який представляє тих, хто сподівається приєднатися до Федерації, і верховний жрець Гепеш, який хоче зберегти статус-кво; представляючи тих, хто не хоче приєднатися.